# Escut de Xàtiva
L'Escut de Xàtiva ha sigut tradicionalment una imatge del castell de Xàtiva, de vegades acompanyada per la Senyera Reial i a dalt, una corona de cinc punts.
La versió més antiga d'aquest escut són els diversos escuts pintats com a motiu decoratiu al Castell, que daten dels segles XIII-XVIII.
L'escut oficial però que usa l'Ajuntament, inclou tots aquest elements sobre un fons blau, i incorpora, a més, les tiares dels papes de la família Borja originaria de la ciutat.

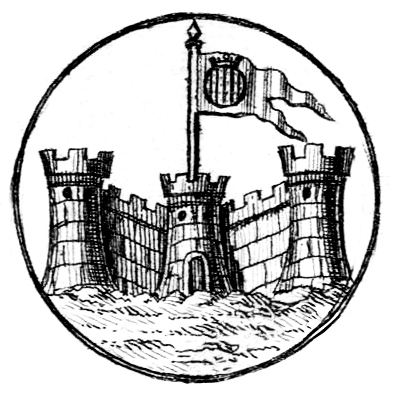
Escut de Xàtiva segons Bernat Espinalt, extret de l'obra Atlante Español (1778-1795)